# تپه تلوکی ۲
تپه تلوکی ۲ مربوط به عصر مفرغ - عصر آهن است و در شهرستان دالاهو، بخش مرکز ی، دهستان حومه، ۳ کیلومتری جنوب روستای چشمه سفید واقع شده و این اثر در تاریخ ۲۷ اسفند ۱۳۸۶ با شمارهٔ ثبت ۲۲۳۲۶ به‌عنوان یکی از آثار ملی ایران به ثبت رسیده است.